# كريستيان مولر (دراج)
كريستيان مولر (بالألمانية: Christian Müller) مواليد 1 مارس 1982 في إرفورت، ألمانيا الشرقية، هو دراج ألماني في صنف سباق الدراجات على الطريق.

## روابط خارجية
- كريستيان مولر على موقع أرشيف الدراجات (الإنجليزية)
- كريستيان مولر على موقع إحصائيات الدراجات الإحترافية (الإنجليزية)
- كريستيان مولر على موقع نسبة الدراجات (الإنجليزية)